# گمینا سولخوو
گمینا سولخوو (به لهستانی:  Gmina Sulechów) یک گمینا در لهستان است که در شهرستان ژیلونا گورا واقع شده‌است.
 گمینا سولخوو ۲۳۵٫۹۵ کیلومتر مربع مساحت و ۲۶٬۳۹۷ نفر جمعیت دارد.